# Жак Ербран
Жак Ербран (фр. Jacques Herbrand; Париз, 12. фебруар 1908 — Ла Берард, 27. јул 1931) био је француски математичар.
Радио је на математичкој логици и теорији класа поља. Увео је рекурзивне функције. Ербранова теорема се односи на две у потпуности различите теореме. Једна је резултат његове докторске тезе на пољу теорије доказа, а друга је половина Ербран-Рибеове теореме. Ербранов коефицијент је тип Ојлерове карактеристике који се користи у хомологичкој алгебри. Допринео је Хилбертовом програму у математичким основама пружајући конструктивну сагласност за слаб аритметички систем. Тај доказ користи горе споменуту Ербранову теорему.

## Биографија
Ербран је докторирао на Вишој нормалној школи у Паризу под Ернеом Весиом 1929. године. Међутим, октобра те године отишао је у војску, па није бранио своју тезу на Сорбони све до следеће године. Додељено му је Рокфелерово чланство које му је омогућило да студира у Немачкој 1931. године, прво са Џоном фон Нојманом у Берлину, онда током јуна са Емилом Артином у Хамбургу и на крају са Еми Нетер у Гетингену.
Послао је своја основна проучавања на пољима теорије доказа и општих рекурзивних функција, „О конзистентности аритметике“, почетком 1931. године. Иако је његов есеј био под разматрањем, Геделов рад „О формално неодлучивим реченицама из Principia Mathematica и повезаним системима I" најавио је немогућност формализације у оквиру теорије да је теорија непротивречна. Ербран је проучавао Геделов есеј и написао додатак свом раду у коме објашњава зашто Геделови резултати нису контрадикторни са његовим. Јула те године, био је на алпинистичком походу на француским Алпима са двојицом пријатеља, где је умро услед пада на грантитне стене. Његов рад, „О сагласности аритметике“ објављен је постхумно.